# Фіялув
Фіялув (пол. Fijałów) — село в Польщі, у гміні Кобилін Кротошинського повіту Великопольського воєводства.
Населення — 207 осіб (2011).
У 1975-1998 роках село належало до Лешненського воєводства.

## Демографія
Демографічна структура станом на 31 березня 2011 року:
|          | Загалом | Допрацездатний вік | Працездатний вік | Постпрацездатний вік |
| -------- | ------- | ------------------ | ---------------- | -------------------- |
| Чоловіки | 106     | 30                 | 67               | 9                    |
| Жінки    | 101     | 21                 | 61               | 19                   |
| Разом    | 207     | 51                 | 128              | 28                   |